# (19364) Semafor
(19364) Semafor (1997 SM1) est un astéroïde de la ceinture principale découvert le 21 septembre 1997 par l'astronome tchèque Lenka Šarounová à l'observatoire d'Ondřejov, en République tchèque.
L'astéroïde a été dénommé en l'honneur du théâtre praguois Semafor.
Sa magnitude absolue est de 12,7.